# چارلز برانسون
چارلز دنیس بوچینسکی معروف به چارلز برانسون (انگلیسی: Charles Bronson) (زاده ۳ نوامبر ۱۹۲۱ – درگذشته ۳۰ اوت ۲۰۰۳) بازیگر نامدار آمریکایی بود. برونسون که به خاطر «ویژگی‌های گرانیتی و هیکل تنومند» و فیلم‌های اکشن‌اش شناخته می‌شود، در فقر شدید در ارنلفد، پنسیلوانیا متولد شد. پدرش که یک معدنچی بود، در جوانی برانسون درگذشت. خود برونسون تا زمان پیوستن به نیروی هوایی ارتش ایالات متحده در سال ۱۹۴۳ برای جنگیدن در جنگ جهانی دوم در معادن نیز کار می‌کرد. پس از خدمت به یک گروه نمایشی پیوست و در رشته بازیگری تحصیل کرد. در طول دهه ۱۹۵۰، او نقش‌های مکمل مختلفی را در فیلم‌های سینمایی و تلویزیونی بازی کرد، از جمله مجموعه‌های تلویزیونی درام گلچین که در آن به عنوان شخصیت اصلی ظاهر می‌شد. نزدیک به پایان دهه، او اولین نقش اصلی سینمایی خود را در کلی مسلسل (۱۹۵۸) داشت. برانسون به بازی در فیلم‌های مختلف اکشن، وسترن و جنگی که در اروپا ساخته شد، ادامه داد، از جمله سوار بر باران (۱۹۷۰) که برنده جایزه گلدن گلوب بهترین فیلم خارجی زبان شد. در نهایت او برای ساخت فیلم‌های بیشتری به ایالات متحده بازگشت و با کارگردان مایکل وینر همکاری کرد. اولین همکاری آنها شامل سرزمین چاتو (۱۹۷۲)، مکانیک (۱۹۷۲) و قاتل سنگ‌دل (۱۹۷۳) بود. در این مرحله، او با فروش یک میلیون دلار برای هر فیلم، تبدیل به ستاره شماره یک باکس آفیس جهان شد. در سال ۱۹۷۴، برونسون در فیلم بحث‌برانگیز آرزوی مرگ (همچنین به کارگردانی برنده)، در مورد یک معمار که به هوشیاری تبدیل شده بود، بازی کرد، نقشی که نمونه بقیه دوران حرفه‌ای او بود. اکثر منتقدان در ابتدا فیلم را استثماری می‌دانستند، اما این فیلم در گیشه موفقیت بزرگی بود و چهار دنباله داشت. تا قبل از بازنشستگی در اواخر دهه ۱۹۹۰ و مرگ او در سال ۲۰۰۳، برونسون تقریباً به‌طور انحصاری نقش‌های اصلی را در فیلم‌های اکشن ایفا کرد و اغلب با کارگردان جی. لی تامپسون در فیلم‌هایی مانند آقای مجستیک (۱۹۷۴)، دوران مشقت (۱۹۷۵)، سنت آیوس، (۱۹۷۶)، بوفالوی سفید (۱۹۷۷)، تلفن (۱۹۷۷)، و کینجی‌تِی (۱۹۸۹). او تعدادی فیلم تلویزیونی غیر اکشن ساخت که در آنها اغلب برخلاف نوع رفتار می‌کرد. او در سینما در کمدی وسترن از ظهر تا ساعت سه (۱۹۷۶) و نقش مکمل در دونده هندی (۱۹۹۱) بازی کرد، فیلمی دراماتیک که بازی او نقدهای خوبی برای آن دریافت کرد.

## کودکی و جوانی
چارلز برانسون با نام واقعی «چارلز دنیس بوچینسکی» (Charles Dennis Buchinsky) در شهر ارنفلد (در ایالت پنسیلوانیا) به دنیا آمد. وی یازدهمین فرزند در بین پانزده فرزند خانواده بود بود. پدرش تاتاری مهاجر و مادرش از تبار لیتوانی-آمریکایی‌ها بود. پدرش متولد شهر دروسکینینکای بوده و مادرش با اینکه دارای والدین لیتوانیایی بوده، ولی خودش در همین ایالت، پنسیلوانیا، به دنیا آمده بود. چارلز در دوران نوجوانی بود که با زبان انگلیسی آشنا شد. تا پیش از این وی تنها به لیتوانیایی و روسی صحبت می‌کرد.
چارلز برانسون اولین شخص در خانواده بود که موفق شد از دبیرستان فارغ‌التحصیل شود. وی زمانی که ۱۰ سال داشت. پدرش را از دست داد و بعد از این شروع به کار کردن نمود. ابتدا در دفتر اداری یک معدن و سپس به عنوان کارگر معدن استخدام شد. وی بابت هر تن زغال‌سنگی که استخراج می‌کرد، یک دلار در آن زمان دریافت می‌نمود. وی کار در معدن را ادامه داد تا اینکه نوبت به خدمت سربازی‌اش رسید. دوران سربازی برانسون برابر بود با جنگ جهانی دوم. خانواده برانسون وضعیت مالی بسیار ضعیفی داشتند، تا جایی که چارلز بخاطر نداشتن لباس، مجبور بود لباس‌های خواهرش را به تن کند و به مدرسه می‌رفت.
در سال ۱۹۴۳ چارلز در نیروی هوایی ایالات متحده آمریکا به عنوان تفنگدار هواپیما مشغول خدمت شد که بعدها کارش تغییر کرده و خدمه یکی از هواپیماهای بوئینگ بی-۲۹ سوپرفورترس می‌شود. وی بخاطر عملکردش در عملیات نظامی و زخمی شدندش، مفتخر به دریافت مدال پرپل هارت شد.

## دوران بازیگری

### ۱۹۵۱ تا ۱۹۵۹
بعد از پایان دوران خدمت سربازی، وی مشغول به انجام کارهای متفاوتی می‌شود تا اینکه در نهایت موفق به یافتن یک شغل در گروهی نمایشی در فیلادلفیا، پنسیلوانیا می‌شود. در همین دوران بود که خانه‌اش را برای مدتی با جک کلاگمن شریک می‌کند. هردو در آن زمان مشغول کارهای نمایشی بودند. چندی بعد نیز چارلز ازدواج کرده و به قصد شرکت در کلاس‌های بازیگری، همراه همسرش به هالیوود نقل مکان می‌کند. از اولین نقش‌های وی که بسیار جزئی هم بود در فیلمی به نام ''الان در نیروی دریایی هستی'' رقم خورد که در آن نقش یک ملوان را ایفا می‌کرد. از دیگر نقش‌های مختصری که وی در آن‌ها بازی نمود می‌توان به نقش‌هایش در فیلم‌هایی چون «پت و مایک»، «خانه مومی» و «خانم سیدی تامسون» اشاره نمود.

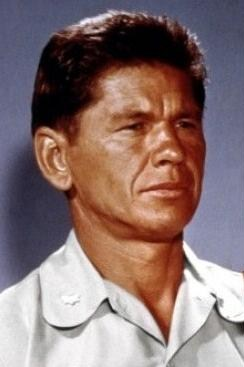
چارلز برانسون در ۱۹۶۱

در سال ۱۹۵۴ وی نام خود را از «بوخینسکی» به «برانسون» تغییر می‌دهد. این کار به پیشنهاد یکی از همکارانش انجام شد. آن‌ها گمان می‌کردند که یک اسم اروپای شرقی ممکن است در فعالیت‌ها و موفقیت بازیگری وی خللی ایجاد کند. برانسون همچنین تصمیم به شرکت در برنامه‌های تلویزیونی گرفته و در برنامه‌های بسیاری در دهه‌های ۱۹۵۰ و ۱۹۶۰ ظاهر می‌شود. از جمله این برنامه‌ها می‌توان به برنامه‌های شبکه‌هایی چون سی‌بی‌اس و ای‌بی‌سی و برنامه تلویزیونی آلفرد هیچکاک تقدیم می‌کند اشاره نمود.

### ۱۹۶۰ تا ۱۹۶۸
در سال ۱۹۶۰ برانسون در قسمت «زیگ‌زاگ» در مجموعه تلویزیونی «کشتی رودخانه » ظاهر شده و چندی بعد نیز نقشی به وی در سریال «جزیره نشینان» داده می‌شود. در همین دوران، وی موفق به جلب نظر جان استرجز شده و به همین دلیل نقشی به وی در فیلم هفت دلاور داده می‌شود که در آن وی یکی از هفت تفنگدار در فیلم است. طبق گفته‌های ایلای والاک، در طول مدت فیلمبرداری برانسون همیشه تنها بود. وی بابت بازی در این نقش موفق به کسب ۵۰٫۰۰۰ دلار می‌شود و در واقع از اولین آثار برانسون نیز محسوب می‌شود که در محبوبیتش نقش مهمی ایفا کرد.
دو سال بعد، مجدداً برانسون توسط استرجز دعوت به همکاری می‌شود، اینبار برای فیلم فرار بزرگ. در این فیلم، برانسون نقش یک زندانی آمریکایی را بازی می‌کند که در زندان‌های ارتش آلمان نازی اسیر شده و به همراه دوستانش نقشه فرار در سر می‌پروراند. در زمانی که برانسون در حال ایفای نقش در فیلم‌های سینمایی‌اش بود، حضور در تلویزیون را همچنان ادامه داده و در برنامه‌های مختلف دیگری مثل سریال امپراتور (۱۹۶۳ تا ۱۹۶۴) به ایفای نقش پرداخت. همچنین بخاطر همکاری‌های پیشینش با شبکه سی‌بی‌اس، موفق به نامزدی برای جایزه امی (برای نقش مکمل) می‌شود.
در سال ۱۹۶۷ وی در فیلم «دوازده مرد خبیث» بازی می‌کند.

### ۱۹۶۸ تا ۱۹۷۳
برانسون موفق می‌شود نام مشهوری برای خود در بین فیلم‌سازان اروپایی بسازد. در سال ۱۹۶۸ وی در فیلم کارگردان ایتالیایی، سرجو لئونه به نام روزی روزگاری در غرب به ایفای نقش می‌پردازد. نقش‌آفرینی وی به قدری توجه لئونه را جلب کرده که در مورد برانسون می‌گوید: «بهترین بازیگری بود که من تاکنون با وی همکاری داشتم». لئونه به قدری جذب برانسون شده بود که وی را برای ایفای نقش اول فیلم به خاطر یک مشت دلار انتخاب کرده بود که در نهایت برانسون با این پیشنهاد موافقت نکرد و نقش اول فیلم به کلینت ایستوود رسید. همچنین لئونه او را برای نقش‌های سرهنگ داگلاس مارتیمور در به خاطر چند دلار بیشتر و انجل آیز در خوب بد زشت انتخاب شده بود ولی او فکر می‌کرد که فیلمنامه به خاطر چند دلار بیشتر مثل به خاطر یک مشت دلار است اما او این پیشنهادها را نپذیرفت و در نهایت این دو نقش را لی وان کلیف بازی کرد. در سال ۱۹۷۰ برانسون در فیلم فرانسوی «سوار بر باران» ظاهر شد. این فیلم موفق به کسب جایزه گلدن گلوب بهترین فیلم زبان خارجی شد. در سال ۱۹۷۲ همکاری وی با کمپانی یونایتد آرتیستس شروع شد. برانسون با این کمپانی در چند فیلم اکشن همکاری داشت که همگی آن‌ها از آثار موفق برانسون محسوب می‌شود. از جمله این فیلم‌ها می‌توان به «سرزمین چاتو» اشاره نمود. البته وی پیش‌تر نیز با این کمپانی همکاری داشته (مثلاً برای فیلم هفت دلاور). یکی دیگر از فیلم‌های اروپایی برانسون که توسط کمپانی یونایتد آرتیستز در داخل خاک آمریکا نیز پخش شد، فیلمی ایتالیایی به نام «چیتا ویولنتا» یا به فارسی «شهر وحشی» بود که در اصل برای اکران سال ۱۹۷۰ در اروپا ساخته شده بود.

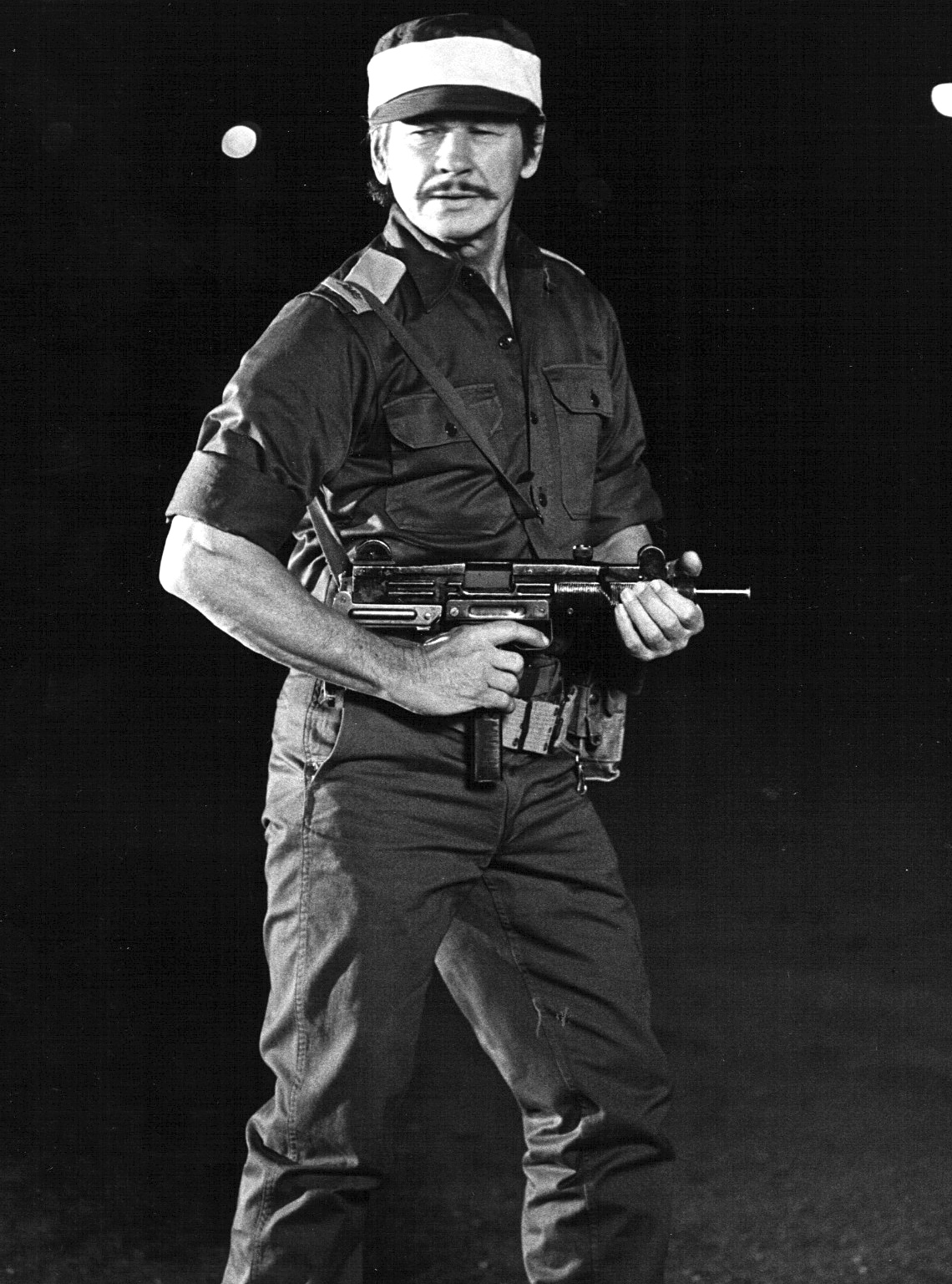
برانسون در فیلم «حمله به انتبه»

### ۱۹۷۴ تا ۱۹۸۰
مشهورترین نقش برانسون در سال ۱۹۷۴ و با بازی در فیلم آرزوی مرگ رقم خورد. این فیلم موفق‌ترین فیلم برانسون در طول مدت همکاری بلندمدتش با مایکل وینر نیز بود. در این فیلم وی در نقش شخصی به نام پل کرسی بازی می‌کند. پل کرسی معماری موفق بود اما وقتی همسرش را به قتل رساندند و به دخترش تجاوز کردند، وی تبدیل به یک جنگجوی مبارز در نیمه‌شب می‌شود. فیلم «آرزوی مرگ» به قدری مشهور شد که فیلم‌های مختلف دیگری در مورد آن و در مورد ادامه داستان آن ساخته شد که در همه آن‌ها خود شخص برانسون نیز حضور داشت. همچنین بعد از وقوع یک سری حوادث شبیه به حادثه به وقوع پیوسته در این فیلم، برانسون عنوان کرد که مردم نباید از شخصیت وی تقلید نمایند.
چارلز برانسون در ادامه، در فیلم آقای مجستیک به ایفای نقش پرداخت. این فیلم نوشته المور لئونارد بود که در آن وی نقش یک نظامی بازنشسته و کشاورز را بازی می‌کرد که با گروه‌های گانگستری شروع به جنگ می‌کند. فیلم بعدی وی نیز فیلمی تحت عنوان دوران مشقت بود که کارگردانی آن را والتر هیل انجام داد. در این فیلم نیز که در ژانر اکشن بوده، برانسون در نقش یک مبارز به ایفای نقش پرداخته‌است؛ همچنین بخاطر بازی در این فیلم موفق شد نظر بسیاری از منتقدان را به خود بیش از پیش جلب کند. در همین دوران بود که برانسون توانست خود را به اوج گیشه برساند، زمانی که در رده‌بندی‌ها، بعد از رابرت ردفورد، باربارا استرایسند و آل پاچینو، در جایگاه چهارم جای گرفت.

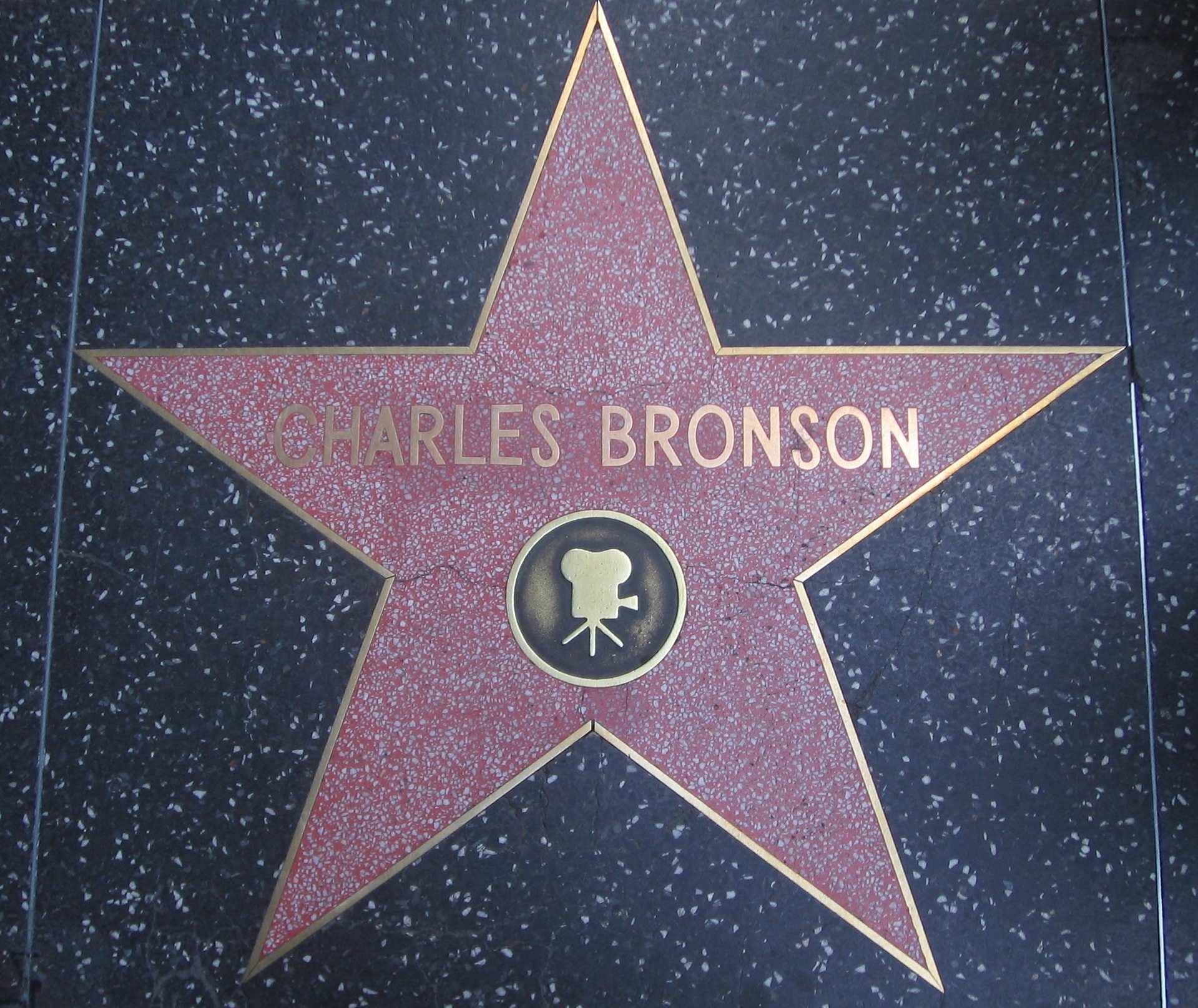
ستاره چارلز برانسون در پیاده‌روی مشاهیر هالیوود

### ۱۹۸۱ تا ۱۹۹۴
قرار بود نقش اول فیلم فرار از نیویورک به برانسون داده شود اما جان کارپنتر، کارگردان فیلم، فکر کرد که برانسون کمی زیادی خشن و پیر برای این نقش است و این شد که نقش را به کرت راسل داد. در بین سال‌های ۱۹۷۶ تا ۱۹۹۴ برانسون درخواست حقوق بالا از شرکت‌های فیلم‌سازی کوچک داشت؛ بیشتر این فیلم‌ها محصول شرکت گروه کانن بودند و کارگردانی عمده آنان را جی. لی تامپسون بر عهده داشت که برانسون در کار با وی علاقه زیادی از خود نشان می‌داد. فیلم‌های خشن تامپسون، نظیر کار بدی که مردان می‌کنند و ۱۰ تا نیمه‌شب (که برانسون در آن‌ها نقش اول را داشت) زیاد مورد توجه منتقدان سینما قرار نگرفت، اما نام برانسون را بر سر زبان‌ها انداخت و باعث شد وی نقش‌های پردرآمدی را در طول دهه ۱۹۸۰ برای خود کسب کند. آخرین فیلمی سینمایی که برانسون در آن به ایفای نقش پرداخت، فیلم آرزوی مرگ ۵: چهره مرگ بود که محصول ۱۹۹۴ است.

## زندگی شخصی
اولین ازدواج چارلز برانسون با «هریت تندلر» بود که با وی در فیلادلفیا آشنا شده بود. قبل از طلاقشان در سال ۱۹۶۵، این دو صاحب دو فرزند شده بودند. تندلر در خاطرات خود می‌نویسد: «من دختری ۱۸ ساله بودم که با چالز بوچینسکی در یکی از کلاس‌های بازیگری سال ۱۹۴۷ آشنا شدم. دو سال بعد، با اینکه با مخالفت پدرش با ازدواج با برانسون روبه‌رو شده بود ولی تصمیم به ازدواج با برانسون می‌گیرد. در اولین قرار ملاقات، برانسون در جیبش فقط چهار سنت داشت اما حالا وی یکی از گران‌ترین بازیگران کشور است»
برانسون برای بار دوم، اینبار با بازیگر بریتانیایی، جیل ایرلند ازدواج می‌کند. این ازدواج تا روز مرگ جیل ایرلند، در تاریخ ۱۹۹۰ ادامه داشت. این دو پیش‌تر در سال ۱۹۶۲ با یکدیگر آشنا شده بودند (جیل ایرلند در آن زمان همسر دیوید مک‌کالوم، یک بازیگر اسکاتلندی، بود) برانسون که در فیلم فرار بزرگ با مک‌کالم هم‌بازی بود، گفته می‌شود مکرراً به وی می‌گفت که روزی با همسرت ازدواج می‌کنم. برانسون در خانه‌ای بزرگ در شهر لس آنجلس، به همراه هفت فرزندش ساکن بود (دو فرزند از ازدواج قبلی خودش، سه فرزند از ازدواج قبلی جیل ایرلند و دو فرزند که بعد از ازدواج آنها به دنیا آمدند). بعد از ازدواج، این زوج در ۱۴ فیلم مختلف در کنار یکدیگر به ایفای نقش پرداختند.

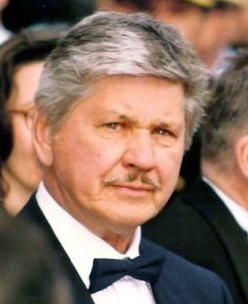
برانسون در سال ۱۹۸۷ (جشنواره کن)

برای اینکه اعضای خانواده با یکدیگر روابط نزدیکی داشته باشند، تمامی اعضای خانواده وسایل خود را جمع کرده و به محلی که فیلمبرداری فیلم‌ها در آنجا بود می‌رفتند تا همگی در کنار هم باشند. آن‌ها همچنین دارای یک خانه روستایی بودند که به آنجا نیز با هم می‌رفتند. جیل ایرلند که در کنار بازیگری، مشغول پرورش اسب بود، به دخترشان «زولیکا» آموزش‌های اسب‌سواری نیز می‌داد. همچنین در بین دهه‌های ۸۰ تا ۹۰ میلادی نیز برانسون تمامی تعطیلات زمستانی را در شهرستان اسنومس (واقع در ایالت کلرادو) به همراه خانواده‌اش سپری می‌کرد.
در ۱۸ مه ۱۹۹۰ جیل ایرلند که ۵۴ ساله بود، بعد از مدت‌ها نبرد با سرطان پستان از دنیا می‌رود. هشت سال بعد، در دسامبر ۱۹۹۸، برانسون برای بار سوم ازدواج می‌کند. همسر سومش «کیم ویکس» نام داشت. ویکس پیش‌تر از همکاران جیل ایرلند بود. این زوج به مدت ۵ سال زندگی مشترک داشتند تا اینکه در سال ۲۰۰۳ برانسون از دنیا می‌رود.

### مرگ
در آخرین سال‌های زندگی، وضعیت سلامتی برانسون رو به وخامت می‌گذاشت، تا جایی که وی بخاطر یک عمل جراحی مجبور شد به شکل کامل، بازیگری را کنار بگذارد و خود را بازنشسته نماید. در آخرین سال‌های زندگی وی همچنین مبتلا به آلزایمر شده بود، اما در نهایت در ۳۰ اوت ۲۰۰۳، در سن ۸۱ سالگی بر اثر سینه‌پهلو از دنیا رفت. برانسون در زمان مرگ در یکی از بیمارستان‌های شهر لس آنجلس بستری بود. وی را در نزدیکی خانه روستاییشان (که با جیل ایرلند به آنجا می‌رفت) دفن کردند.

## فیلم‌شناسی
- اوباش (۱۹۵۱)
- مردم علیه اوهارا (۱۹۵۱)
- پت و مایک (۱۹۵۲)
- شش محکوم من (۱۹۵۳)
- خانه مومی (۱۹۵۳)
- دلقک (۱۹۵۳)
- خانم سیدی تامسون (۱۹۵۳)
- ورا کروز (۱۹۵۴)
- ضرب طبل (۱۹۵۴)
- آپاچی (۱۹۵۴)
- تفنگ بدست (۱۹۵۴)
- تنسی چمپ (۱۹۵۴)
- موج جرم (۱۹۵۴)
- هدف صفر (۱۹۵۵)
- خانه بزرگ آمریکایی (۱۹۵۵)
- جوبال (۱۹۵۶)
- آخرین گلوله (۱۹۵۷)
- جنگ گانگسترها (۱۹۵۸)
- وقتی جهنم شکست (۱۹۵۸)
- کلی مسلسل (۱۹۵۸)
- جدال در بوت هیل (۱۹۵۸)
- هرگز نه این‌قدر کم (۱۹۵۹)
- هفت دلاور (۱۹۶۰)
- صاحب جهان (۱۹۶۱)
- طبل‌های رعد آسا (۱۹۶۱)
- بچه گالاهاد (۱۹۶۲)
- ایکس- ۱۵ (۱۹۶۲)
- فرار بزرگ (۱۹۶۳)
- ۴ نفر برای تگزاس (۱۹۶۳)
- تفنگ‌های دیابلو (۱۹۶۵)
- مرغ دریایی (۱۹۶۵)
- نبرد تانک‌ها (۱۹۶۵)
- این ملک محکوم است (۱۹۶۶)
- دوازده مرد خبیث (۱۹۶۷)
- خداحافظ رفیق (۱۹۶۸)
- وحشی سواران (۱۹۶۸)
- روزی روزگاری در غرب (۱۹۶۸)
- توپ‌های سان سباستین (۱۹۶۸)
- لولا (۱۹۶۹)
- سوار بر باران (۱۹۷۰)
- دو میهن‌پرست (۱۹۷۰)
- سوار بر باران (۱۹۷۰)
- شهر وحشی (۱۹۷۰)
- عرق سرد (۱۹۷۰)
- شخصی پشت در (۱۹۷۱)
- آفتاب سرخ (۱۹۷۱)
- اعلامیه والاچی (۱۹۷۲)
- سرزمین چاتو (۱۹۷۲)
- مکانیک (۱۹۷۲)
- قاتل سنگ‌دل (۱۹۷۳)
- چینو (۱۹۷۳)
- آقای مجستیک (۱۹۷۴)
- آرزوی مرگ (۱۹۷۴)
- گذرگاه بریکهارت (۱۹۷۵)
- گریز (۱۹۷۵)
- دوران مشقت (۱۹۷۵)
- از ظهر تا ساعت سه (۱۹۷۶)
- سنت آیوس (۱۹۷۶)
- بوفالوی سفید (۱۹۷۷)
- تلفن (۱۹۷۷)
- عشق و گلوله (۱۹۷۹)
- خط مرزی (۱۹۸۰)
- کابوبلانکو (۱۹۸۰)
- شکار مرگ (۱۹۸۱)
- آرزوی مرگ ۲ (۱۹۸۲)
- ۱۰ تا نیمه‌شب (۱۹۸۳)
- کار بدی که مردان می‌کنند (۱۹۸۴)
- آرزوی مرگ ۳ (۱۹۸۵)
- قانون مورفی (۱۹۸۶)
- بازی انتقام (۱۹۸۶)
- ترور (۱۹۸۷)
- آرزوی مرگ ۴: مجازات (۱۹۸۷)
- پیام‌رسان مرگ (۱۹۸۸)
- کینجت: موضوعات ممنوع (۱۹۸۹)
- دونده هندی (۱۹۹۱)
- گرگ دریا (۱۹۹۳)
- دوناتو و دختر (۱۹۹۳)
- آرزوی مرگ ۵: رخ مرگ (۱۹۹۴)
- خانواده پلیس (۱۹۹۵) تله‌فیلم
- خانواده پلیس ۲ (۱۹۹۷) تله‌فیلم
- خانواده پلیس ۳ (۱۹۹۹) تله‌فیلم